# Registros do Historiador
A obra Registros do Historiador, também conhecida pelo nome chinês Shiji (chinês simplificado: 史记 ; chinês tradicional: 史記 ; pinyin: Shǐjì), escrita de 109 a.C. a 91 a.C., foi a obra prima de Sima Qian, na qual ele descreveu a história chinesa, da época do mítico Imperador Amarelo até a sua própria época. Sendo considerado o primeiro texto sistemático a respeito da história chinesa, influenciou tremendamente a historiografia e a prosa na China, sendo comparável a Heródoto e sua Historiai.

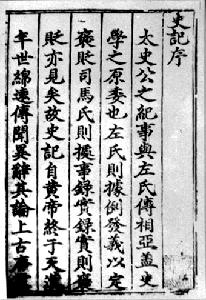
Primeira página do Shiji.

Os 130 capítulos de texto classificam todas as informações em várias categorias:
- 12 capítulos de Běnjì (本紀) contendo a biografia de todos líderes proeminentes, do mítico Imperador Amarelo a Qin Shi Huang e os reis da Dinastia Xia, Dinastia Shang e Dinastia Zhou. As biografias de quatro imperadores e uma imperatriz da Dinastia Han antes de sua época também são incluídas.

- 30 capítulos de Shìjiā (世家) contendo biografias de todos líderes, nobres e burocratas notáveis, a maioria destes, do Período das Primaveras e Outonos e do Período dos Reinos Combatentes.

- 70 capítulos de Lièzhuàn (列傳) contendo todas biografias do figuras importantes incluindo Lao Zi, Mozi, Sun Tzu e Jīng Kē.

- 8 capítulos de Shū (書), com registros econômicos e culturais dos períodos tratados no livro.

- 10 capítulos de Biǎo (表), uma cronologia de eventos.

Diferente de subseqüentes textos históricos oficiais que adotaram a doutrina confucionista, que proclamavam os direitos divinos dos imperadores, a obra de Sima Qian é muito mais liberal e objetiva. A maioria dos capítulos de Lièzhuàn são descrições aprofundadas de eventos e personagens.